# برگ‌خونی
 برگ‌خونی (نام علمی: Iresine herbstii) نام یک گونه از تیره تاج‌خروسیان است.